# Fulvio Zamponi
Fulvio Zamponi (Pescia, 17 febbraio 1901 – 18 luglio 1991) è stato un politico e sindacalista italiano.

## Biografia
Aderì fin da giovanissimo al Partito Socialista Italiano e fu segretario della sezione locale della Federazione Giovanile Socialista Italiana. Nel 1921 passò nel neonato Partito Comunista d'Italia.
Con l'inizio delle minacce fasciste si spostò ad Asti, a Torino (dove collaborò alla testata L'Ordine Nuovo) e a Milano. Intanto il regime fascista lo schedò nel Casellario politico centrale come sorvegliato speciale e "diffidato". Così migrò all'estero, a Marsiglia e poi in Germania, Spagna e Svizzera. Nel 1933 fece rientro a Monsummano.
Con la fine del fascismo, diventò nel 1944 sindaco di Monsummano Terme. Intanto lavorò come operaio e fu  attivo sindacalmente nella CGIL, ricoprendo il ruolo di segretario generale della Camera del Lavoro provinciale di Pistoia dal 1952 al 1961. Venne inoltre eletto nelle file del Partito Comunista Italiano nella II legislatura alla Camera dei deputati, rimanendo in carica dal 1953 al 1958.
Morì il 18 luglio 1991 all'età di 90 anni. In sua memoria a Monsummano gli furono dedicate una strada e la sezione dell'ANPI.